# Gerzon (Rotterdam)
Het voormalige gebouw van modehuis Gerzon was een kledingwinkel van het Joods-Nederlandse Modemagazijnen Gebroeders Gerzon in Rotterdam. De eerste twee achtereenvolgende vestigingen waren gelegen aan de Noordblaak, de derde in een huizenblok iets verderop, haaks op de richting van de Noordblaak, tussen Schiedamsedijk, Soetensteeg, Witte Leeuwensteeg en Leuvehaven. Als laatste was het modehuis nog een korte tijd gevestigd aan de Lijnbaan, totdat uiteindelijk in 1973 het faillissement volgde. Het eerste gebouw opende zijn deuren in 1896 en het laatste gebouw werd in 1992 afgebroken.

## Geschiedenis

### Voorgeschiedenis
Gerzon werd opgericht door de broers Ephraim Juda Gerzon en Levi Lazarus Gerzon. Hun handel begon ooit in Groningen en Oost-Friesland, maar kwam pas echt op gang toen het duo in 1889 naar Amsterdam verhuisde. Hier openden Eduard en Lion Gerzon op 4 september een manufacturenwinkel met de naam Gebroeders Gerzon aan de Nieuwendijk 163. Omdat de zaak goed liep, konden ze in 1890 meerdere andere zaken openen aan de Damstraat 11 en 9, en aan de Kalverstraat 72-74 in 1895. In 1928 werden de winkels aan de Damstraat en Nieuwendijk echter weer afgestoten, omdat de broers zich volledig wilden richten op de winkel aan de Kalverstraat - een winkel die het bedrijf een chic karakter gaf. Ondertussen kwamen er ook winkels in meerdere andere steden, waaronder de Vismarkt in Groningen en de Noordblaak in Rotterdam in 1896, Haarlem in 1898, Utrecht in 1903, Den Haag in 1904, Arnhem in 1908, Leiden in 1909 en een tweede Amsterdamse winkel aan de Kalverstraat in 1911. Zelfs in Nederlands-Indië werden meerdere winkels van Gerzon geopend.

### Het eerste gebouw
Het eerste modehuis werd in 1896 om 14:00 uur geopend aan de Noordblaak 71 door burgemeester Alfred Rudolph Zimmerman. De winkel was vóór de intrede van Gerzon een herenhuis, dat verbouwd was zodat het modehuis hier zijn zaak kon opzetten.
In 1900 verhuisde Gerzon van nummer 71 naar de nummers 43-45.
In 1912 betrok Gerzon een nieuw pand aan de Leuvehaven, in het huizenblok tussen de Witte Leeuwensteeg en de Soetensteeg, tegenover de Zeevischmarkt. Echter, in datzelfde jaar verschenen ook de eerste plannen om de weg tussen de Noordblaak en het Van Hogendorpsplein te verbreden. Om dit te bewerkstelligen moesten 35 individuele woningen worden onteigend en gesloopt, inclusief het zojuist gereedgekomen gebouw van Gerzon. Hierop volgde de eerste zitting van de raad over dit idee. Tegenstanders wilden het voorstel tegenhouden, omdat ze vonden dat de verbreding ervoor zou zorgen dat Rotterdam weer een van haar "schilderachtige plekjes" zou kwijtraken. Voorstanders wilden het plan echter gewoon doorzetten. In 1913 volgde nog een vergadering. In 1914 werd in een geheime zitting besloten om de weg en stegen te verbreden, maar het modehuis van Gerzon alsnog te behouden.
In 1915 werd begonnen met de eerste onteigeningen van de huizen. In totaal moest er 3650 m² vrijkomen na de sloop. Twee panden die waren aangekocht op de hoek van de Karrensteeg - Schiedamsedijk en het gebouw van Gerzon, met een oppervlakte van 123 en 572 m², werden niet meegenomen in de uiteindelijke onteigening. Tevens begonnen de onderhandelingen tussen het modehuis en de gemeente om te bepalen wie welke straten zou kopen of behouden. Gerzon was bereid om 1000 gulden per vierkante meter te betalen voor een strook grond aan weerszijden van het pand.
In 1918 werd begonnen met de vastlegging van de nieuwe rooilijn en de verbreding van de Noordblaak, evenals de Zuidblaak. De Soetensteeg en Witte Leeuwensteeg zouden ook worden verbreed en de Zeevismarkt zou worden gesloopt zodat die elders kon worden herbouwd.
De Eerste Wereldoorlog was het bedrijf nog goed doorgekomen, maar in 1929 begonnen de eerste tegenslagen. Op 8 maart van dat jaar overleed Lion Gerzon en een paar maanden later, op 24 oktober, zorgde de beurskrach op Wall Street voor veel faillissementen. Deze faillissementen troffen vooral de middenstand, die er flink in koopkracht op achteruitging. Hier had Gerzon meerdere jaren onder te lijden. Pas aan het einde van de jaren 30 ging het weer wat beter met bet bedrijf, maar toen de internationale spanningen in 1939 erg hoog waren opgelopen, werd besloten de feestelijkheden voor het Gouden Jubileum op te schorten.

### De uitbreiding
In 1932 ontstonden de eerste plannen voor uitbreiding van het Gerzongebouw aan de Leuvehaven. Voor de openbare zitting van 1 september begon, was er een vertrouwelijke bijeenkomst van raadsleden om te praten over het besluit van het college van burgemeester en wethouders over de transactie van de grond van Gerzon aan de gemeente om tot sloop over te gaan. Na de geheime zitting startte de raadsvergadering van de Rotterdamse raad. Op voorstel van de burgemeester contacteerde Leendert Antonie Donker het modehuis om te vragen of men openstond voor uitstel, waarop een afwijzing volgde. Zij lieten dit besluit liever over aan de burgemeester, waarop Donker een motie indiende om dit onderwerp bij de volgende vergadering aan te halen. Huub van den Brule verzette zich tegen dit idee en verklaarde dat hij Gerzon het gemak ontnam en na de verschuiving niet meer zo vrij zou staan om de transactie te verwerpen, wetende dat het bedrijf onnodige schade zou lijden. Hierop werd deze motie van Donker verworpen met 20 tegen 12 stemmen en werd de motie in de avondvergadering alsnog besproken. Later op de dag werd de motie opnieuw besproken, maar niet voordat de directeur van Gemeentewerken Rotterdam Lodewijk Willem Henricus van Dijk en stadsarchitect Willem Gerrit Witteveen een nieuw, algemeen verkeersplan voor de toekomstige Blaak hadden gepresenteerd. Hierin paste de verkoop van Gerzon aan de gemeente voor de sloop. 
De geheime zitting van eerder op de dag had invloed gehad op de raadsleden: de meesten die eerst nog tegen de sloopplannen waren, zoals Everhardus Hubertus Antonius Kraaijvanger, waren nu van gedachten veranderd. Jan Verheul was ook voor, maar merkte op dat de transactie duur zou worden voor de gemeente: de verkoop van Gerzons grond zou 27.000 gulden opleveren, maar iedere maand 2800 gulden aan gederfde huur kosten. Donker meende dat de koop wel degelijk van belang was voor de aanleg van een toekomstige verkeersweg, en dat daarmee demping van de Blaak onvermijdelijk zou zijn. Dit had dan weer wel tot gevolg dat het Schielandshuis, waarin toen Museum Boijmans huisde, behouden kon worden. Zou men echter besluiten om ook dat gebouw te slopen, dan zou het behoud van het Gerzongebouw de aanleg van de nieuwe verkeersweg weer hinderen. 
Hendrik Diemer vond dat de voorbereiding van dit voorstel niet geheel juist was verlopen, maar was wel bereid om zijn eerdere bezwaren te laten varen, nu het voorstel zou betekenen dat het water van de Blaak behouden kon blijven. 
Jan ter Laan bracht de juridische kwestie van grondonteigening vanwege verkeerskundige redenen, om die grond vervolgens weer te verkopen voor winst, ter sprake. Hij vond ook de gevonden oplossing voor het verkeer onvoldoende en wilde zowel Museum Boijmans als het Gerzonpand af laten breken; dit zou een betere oplossing voor het probleem zijn. Over de demping van de Blaak maakte hij zich geen zorgen: de haven zou vroeger of later toch wel verdwijnen. Wel wilde hij de Wijnhaven, Scheepmakershaven, Haringvliet, Kolk en Nieuwehaven behouden, omdat hij vond dat deze havens "prachtige stadsmonumenten" waren. 
Wethouder Albertus de Jong merkte op dat Gerzon eerder 1000 gulden per m² had geboden voor de grond, maar dat de raad dat bod had afgeslagen. Nu moesten ze slechts met 600 gulden per m² genoegen nemen. Hij zei dat deze transactie niet vooruit zou lopen op andere plannen, en dat de raad nog altijd de vrijheid had om te besluiten over volgende plannen. Verder wilde De Jong demping van de Blaak zo lang mogelijk uitstellen. Wat betreft het juridische vraagstuk dat door Ter Laan ingebracht werd, verwees hij naar het advies van de raadsman, dat positief was. Nadat ook wethouder Arend Hendrik Steven Stemerding het voorstel nog verdedigd had, werd de motie tot verbouwing van het huidige pand en nieuwbouw op het ernaast gelegen perceel bij de Soetensteeg aangenomen met 26 tegen 6 stemmen. De aanwezige sociaaldemocraten stemden verdeeld op deze motie.
Een ander plan tot de verbreding van de Noordblaak was een breder plan om de bereikbaarheid van die straat te verbeteren en stond los van de koop van het gebouw van Gerzon door de gemeente. Op 20 september wilde een van de voormalige eigenaren van een ander onteigend pand tussen de Blaak en het Van Hogendorpsplein de gemeente dagvaarden, omdat het pand verkocht werd aan Gerzon om op die locatie een nieuw modehuis te bouwen. Hij meende op grond van artikel 61 van de onteigeningswet recht te hebben om zijn voormalige woning terug te kunnen vorderen, omdat het huis niet onteigend was voor het oorspronkelijke doel: het bouwen van een nieuwe verkeersweg. Hij vond Gerzon medeplichtig voor zover zij de plannen mochten gaan uitvoeren. Hij had zich tevens tot Gedeputeerde Staten gericht om het raadsbesluit af te keuren. De gemeente schakelde de stadsadvocaat in, die echter concludeerde dat hier geen sprake was van rechtmatige terugvordering. Op 29 juni 1933 werd de gemeente Rotterdam in het gelijk gesteld en de desbetreffende persoon veroordeeld in de kosten van het geding - 265 gulden.
Het originele pand van Gerzon uit 1912 aan de Leuvehaven deed dienst tot 1934; aangrenzend werd intussen de helft van de nieuwbouw gerealiseerd, waarbij de vloeren op gelijke hoogte kwamen als die van het oude gebouw. Toen dat gereed was, werd de inboedel naar het nieuwe gedeelte verhuisd, de gevel van het oude pand gestript en aangepast aan het nieuwe deel. Medio 1935 werd het pand volledig in gebruik genomen. 
Het gebouw was in de traditionalistische stijl gebouwd en ontworpen door het architectenbureau Van Nieuwenhuyzen, Van der Heyden & Moerman. De wanden op de hoeken waren volledig in glas opgetrokken en de twee hoofdingangen lagen op de hoeken van de Leuvehaven-Soetensteeg-Schiedamsedijk. Het nieuwe pand was gebouwd op een oppervlakte van 1000 m² en de etalagefronten waren 300 meter lang. Het gebouw had een breedte van 45 meter, een hoogte van 22 meter en een diepte van 24 meter.
De gemeente had oorspronkelijk als eis gesteld dat het gebouw in het midden een passage zou krijgen, die de Leuvehaven (Zeevischmarkt) met de Schiedamschedijk zou verbinden ter hoogte van de Groote Pauwensteeg. Ze zou 7 meter breed worden en de scheiding tussen de dames- en herenmode gaan vormen.  Tussen 0:00 en 7:00 uur zou een hek de doorgang afsluiten.  In overleg met stadsarchitect Witteveen werd dit plan echter aangepast tot een etalagegalerij rond het gehele gebouw met een ruim voorportaal met etalages aan de zijde van de Karrensteeg.. Het gebouw telde vier verdiepingen en beschikte op alle etages over een telefoon en een correspondentiekamer. Het dak had een daktuin en kinderrestaurant, en was voorzien van de modernste inrichting. De bouw van het nieuwe pand werd in twee delen uitgevoerd, zodat de gewone verkoop niet gehinderd werd. Na de afbraak van de Zeevismarkt tussen 1932 en 1935 werd het verkeer door de Karrensteeg eenrichtingsverkeer. Verder werd de kade nabij de oude Zeevismarkt verplaatst richting het water en de Witte Leeuwensteeg verbreed. Hierdoor ontstond een nieuw, groot plein voor het gebouw van Gerzon; er was zelfs voldoende ruimte om de trams een extra spoor te geven om voor te sorteren richting Keizersbrug.

### Gerzon tijdens de Tweede Wereldoorlog
Tijdens het bombardement op Rotterdam op 14 mei 1940 was Gerzon, samen met het Schielandshuis en Erasmushuis, een van de weinige panden die het bombardement onbeschadigd waren doorgekomen. Gerzon werd zowel in Plan-Witteveen als het Basisplan meegenomen tijdens de oorlog en doorstond zo mogelijke sloop. De directeuren die in 1940 nog het bedrijf leidden, Arthur Marx, Jules Eduard Gerzon en George Hecht, werden na de Duitse inval door de bezetters aan de kant gezet, de zaak werd overgenomen en gedurende de bezetting werd er zelfs van het bedrijf gestolen. Het Nederlandse personeel trachtte het bedrijf zoveel mogelijk tegen deze plunderingen te beschermen en de directeuren die na de oorlog aan zouden treden, namelijk B. J. van Herweden en J. P. A. Schutte, slaagden er zelfs in om clandestien een miljoen gulden veilig te stellen. Hoewel het modehuis zelf flink verlies leed, wist het de oorlog toch heelhuids door te komen.

### Na de Tweede Wereldoorlog
De kaalslag na het bombardement had ook tot gevolg dat veel straatnamen verdwenen of wijzigden: zo kwam de westgevel van het Gerzonpand aan de Korte Hoogstraat te liggen (voorheen Schiedamschedijk), de zuidgevel aan de Blaak (voorheen Witte Leeuwensteeg) en de oostgevel aan de Leuvekolk (voorheen Leuvehaven/Zeevischmarkt).
In 1947 werd bij wederopbouwwerkzaamheden ontdekt dat de houten funderingspalen onder het Gerzongebouw droog waren komen te staan vanwege het nieuwe waterpeil dat was ingevoerd. Hierdoor bestond een kans op verrotting van de palen in de toekomst. Bij de bouw van de Leuvekolk, die toen juist in volle gang was, werd dit probleem verholpen door een pompinstallatie dag en nacht water vanonder de overkluizing naar de fundering van Gerzon te laten pompen. Dit creëerde een gebied dat onder water kwam te liggen en zo houtrot voorkwam.
Tijdens een opening van het nieuwe gebouw van de Centrale Hervormde Jeugdraad aan de Sint Laurensplaats in 1959 werd Prinses Beatrix voor het Gerzonpand verwelkomd door burgemeester Gerard van Walsum.

### Het laatste gebouw
Na de oorlog had het bedrijf te kampen met krimp; de hoogtijdagen waren voorbij, en in 1963 kwam er een nieuwe directie. Het roer moest om - de zaak moest moderner worden en zich niet meer richten op de 'gegoede middengroepen', die sinds de jaren vijftig steeds kleiner waren geworden. Ook was het gebouw in het naoorlogse Rotterdam in een dode hoek komen te liggen, omdat het zwaartepunt van winkels in de binnenstad naar de Coolsingel en Lijnbaan was verschoven. Desondanks vierde Gerzon in 1964 zijn 75e verjaardag; Er werkten op dat moment 200 mensen in het gebouw, en er waren zelfs plannen om het gebouw uit te breiden met een vijfde verdieping.
In 1970 werd het gebouw aan de Korte Hoogstraat verkocht aan de Nederlandse Credietbank, om het modehuis te kunnen verhuizen naar zijn nieuwe en tevens laatste locatie - de Lijnbaan op nummer 101. De gemeente had ook belangstelling voor het pand aan de Korte Hoogstraat getoond: men wilde er onder andere de diensten Gemeentewerken en Stadsontwikkeling huisvesten. Dit ging echter niet door, omdat de gemeente inmiddels besloten had om het Timmerhuis aan de Meent uit te breiden. In hetzelfde jaar werden alle zaken van Gerzon buiten de Randstad verkocht en een aanzienlijk deel van het personeel ontslagen; er werd uitverkoop gehouden in het gebouw aan de Korte Hoogstraat, om voor de verhuizing nog zoveel mogelijk spullen te verkopen. Op dinsdag 1 september werd het nieuwe pand omstreeks 09:00 uur geopend door wethouder Minus Polak.
Het Gerzongebouw aan de Lijnbaan was gebouwd in brutalistische stijl en beschikte over een kelder, begane grond met twee etalages en twee verdiepingen. Gerzon wilde tijdens de bouw nog een verdieping bijbouwen, maar dit mocht niet van de gemeente en dus werd er besloten om de verkoopruimte uit te breiden met een vijftal winkels: één op de hoek van de Van Oldenbarneveltstraat en vier in het negen etages hoge pand dat de westelijke wand vormde van het Lijnbaanplein om de hoge plataan. Hiervan werd een winkel ingericht tot Gerzon-lunchroom met terras.
Hoewel het in Rotterdam zelf goed ging met Gerzon (vooral de Top Shop werd veel bezocht), bleven de zaken in de andere overgebleven vestigingen slecht gaan. Uiteindelijk waren de schulden zo hoog opgelopen dat Gerzon in 1973 failliet werd verklaard. In september van dat jaar werd de opheffingsuitverkoop gehouden, die resulteerde in chaotische toestanden: honderden klanten gingen met elkaar op de vuist, omdat ze weigerden in rijen te wachten. De Rotterdamse politie moest de massa kalmeren met behulp van luidsprekerwagens. De menigte groeide gedurende de dag uit tot duizenden, waardoor het verkeer in het centrum volledig werd ontwricht en de politie zich uiteindelijk genoodzaakt zag om de Westblaak en Karel Doormanstraat tijdelijk af te zetten. De winkel bleef tot zaterdag 22 september open, waarna het definitief afgelopen was met het 84 jaar oude bedrijf. Het gebouw aan de Lijnbaan werd overgenomen door Ter Meulen en Coster. Gerzon was het laatste bedrijf dat na de oorlog nog volledig in handen was van een Joodse eigenaar.
In 1988 werd besloten om een nieuwe kantoortoren van 90 meter hoog te bouwen aan de Leuvekolk voor de bank Credit Lyonnais. Hiervoor moest het voormalige pand van Gerzon worden afgebroken. De bouw van de wolkenkrabber, samen met de sloop van het Gerzongebouw, uitgraven van een nieuwe parkeergarage en de aanpassing van het gebied voor een plein, zouden in totaal tachtig tot negentig miljoen gulden gaan kosten. Het pand aan de Korte Hoogstraat werd uiteindelijk in 1992 afgebroken.

Fotogalerij
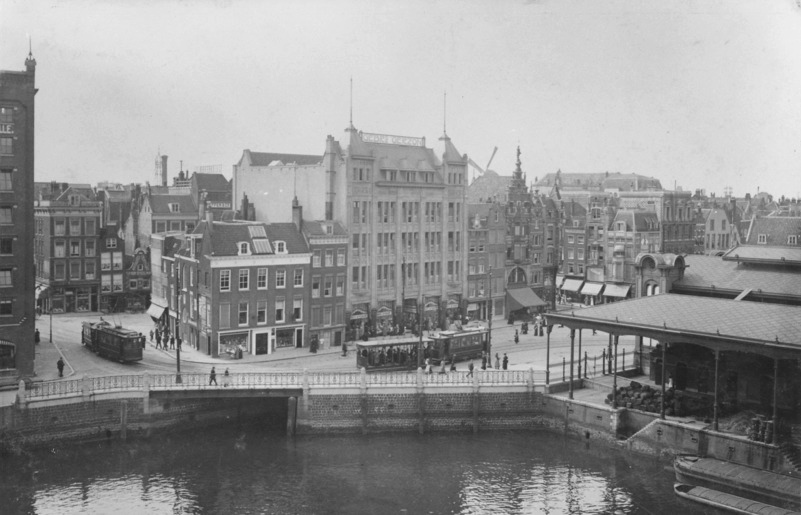
Het derde pand van Gerzon aan de Leuvehaven en Zeevischmarkt rond 1920.
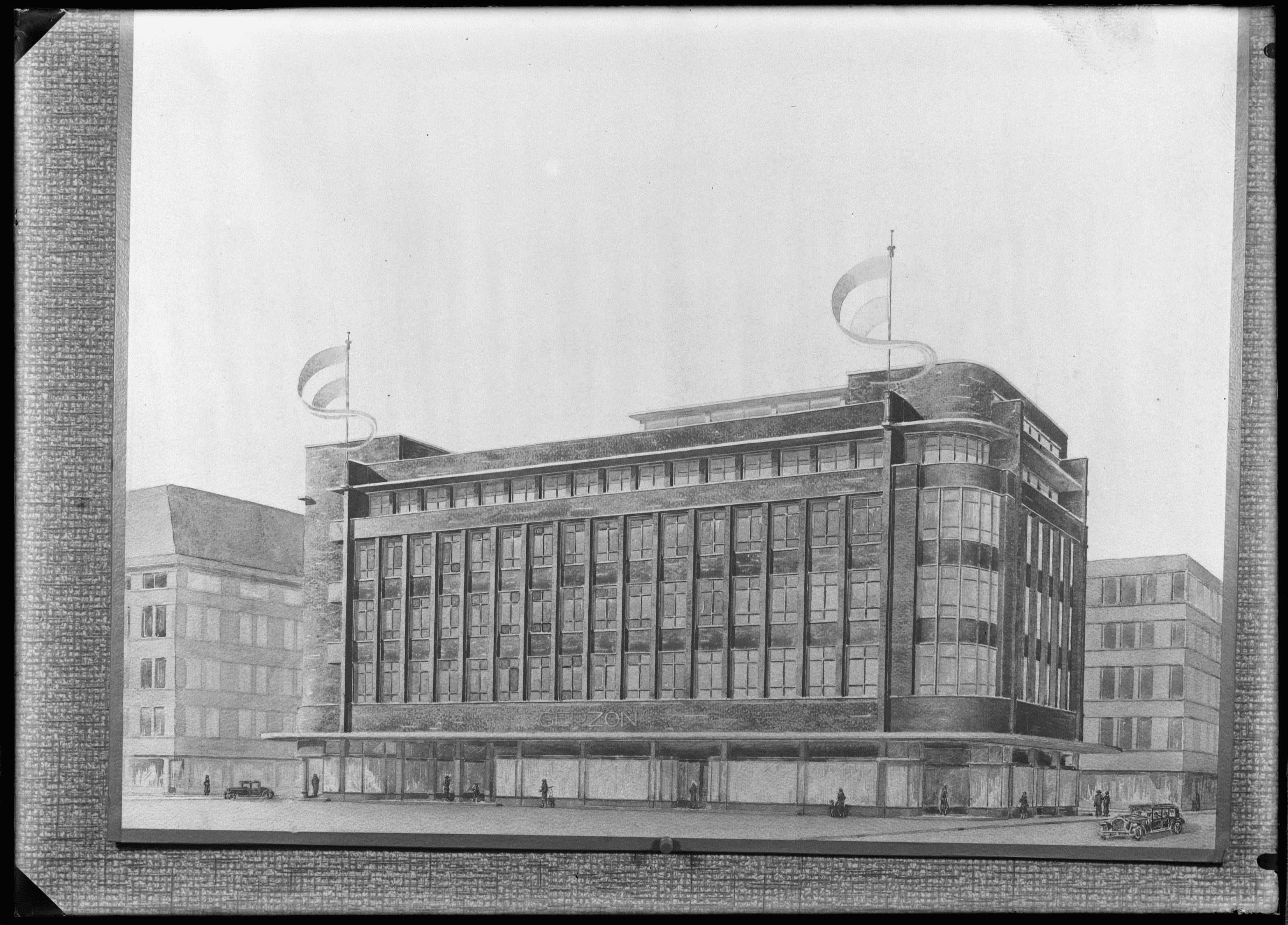
Ontwerptekening voor het nieuwe modehuis op de Leuvehaven in 1932.
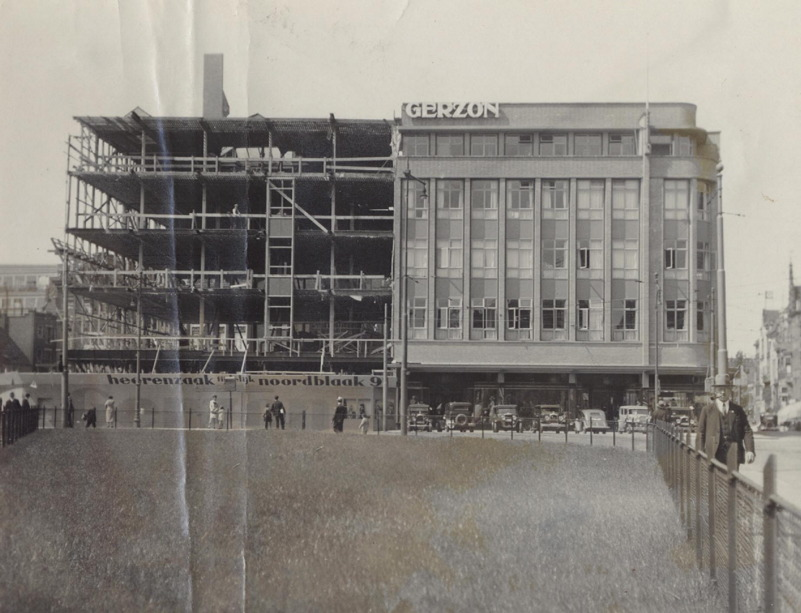
De uitbreiding van modehuis Gerzon gezien vanaf de Noordblaak in 1934.
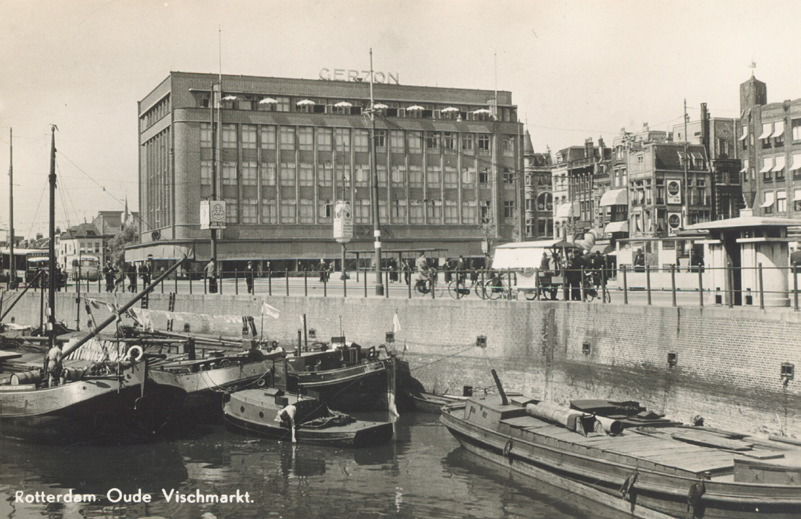
Het derde uitgebreide Gerzongebouw gezien vanaf de Blaak in 1940.
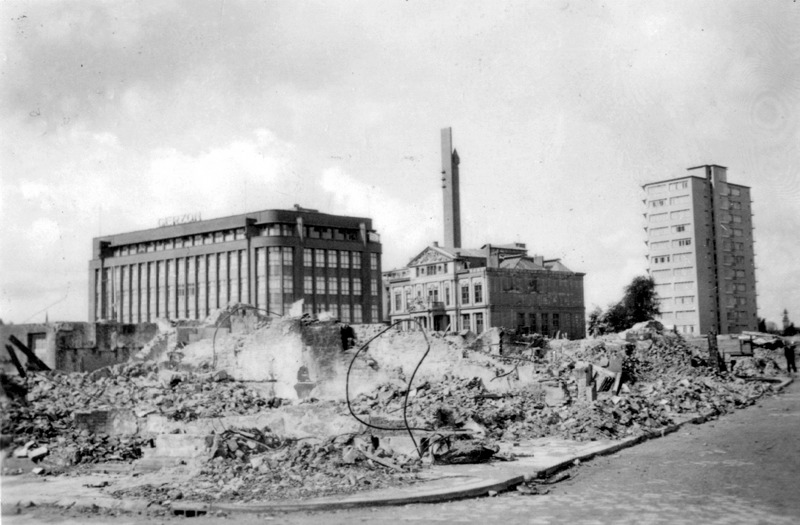
Puinresten van verwoeste gebouwen aan de Hoogstraat. Op de achtergrond zichtbaar het modehuis van Gerzon, het Schielandshuis en het Erasmushuis, die het bombardement van 1940 hebben doorstaan.
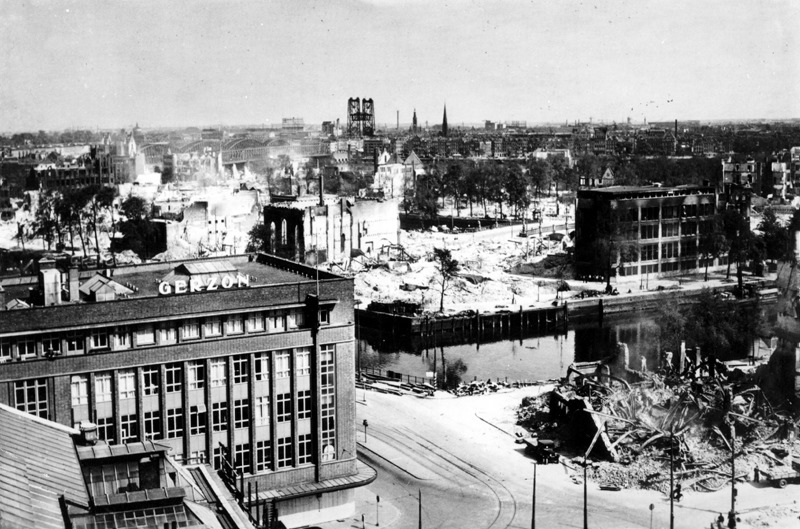
Ook de Noord- en Zuidblaak, Wolfshoek en Leuvehaven moesten het ontgelden. Alleen het Gerzongebouw stond nog overeind.
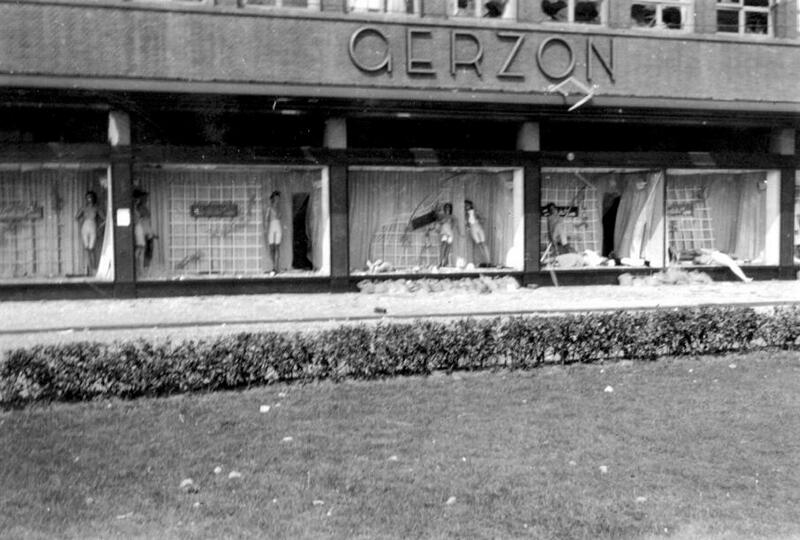
Het gebouw stond nog overeind, de etalageruiten waren echter gebroken.
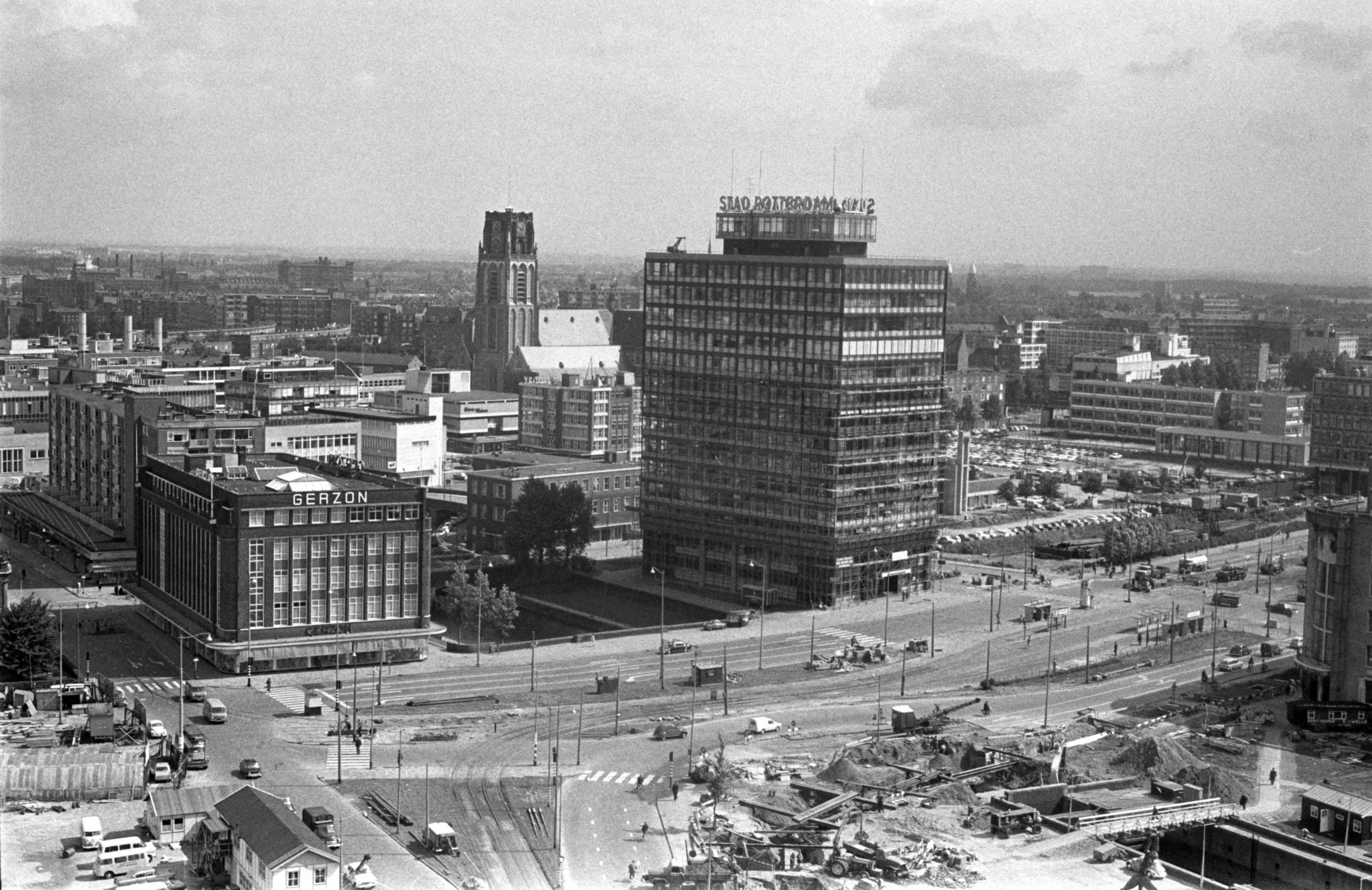
De naoorlogse Blaak met het Gerzongebouw links, op de hoek van de Korte Hoogstraat (voorheen Schiedamschedijk) in 1967.
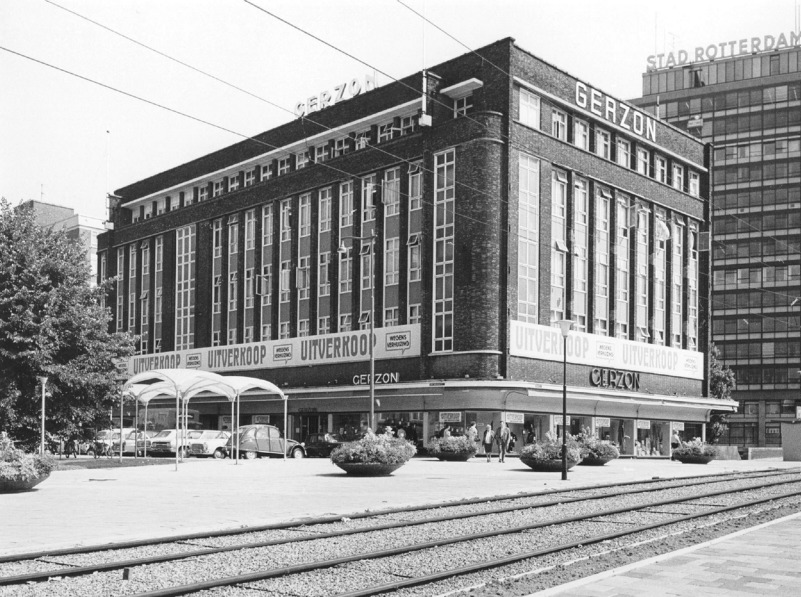
In 1970 besloot de nieuwe directie om van plek te wisselen. Hiervoor werd in dat jaar bij het oude pand uitverkoop gehouden.
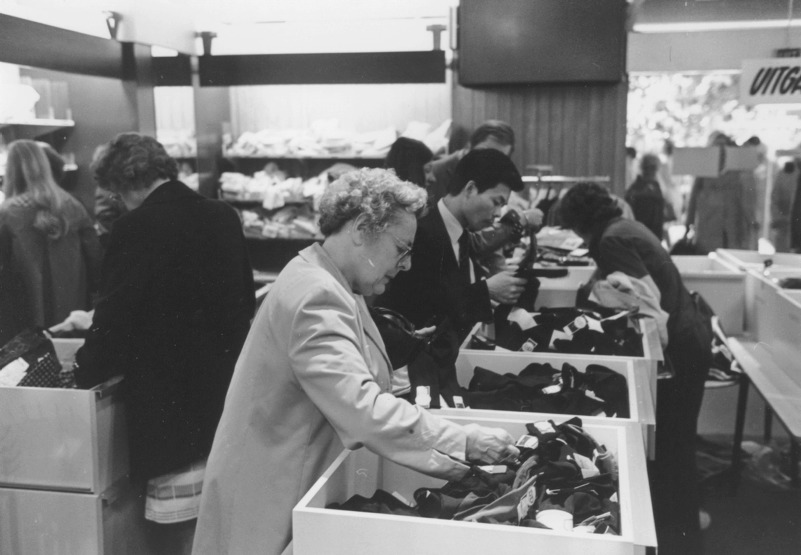
Het mocht echter niet baten - het modehuis werd in 1973 toch failliet verklaard en moest een totale leegverkoop houden om zijn overgebleven waar te verkopen.
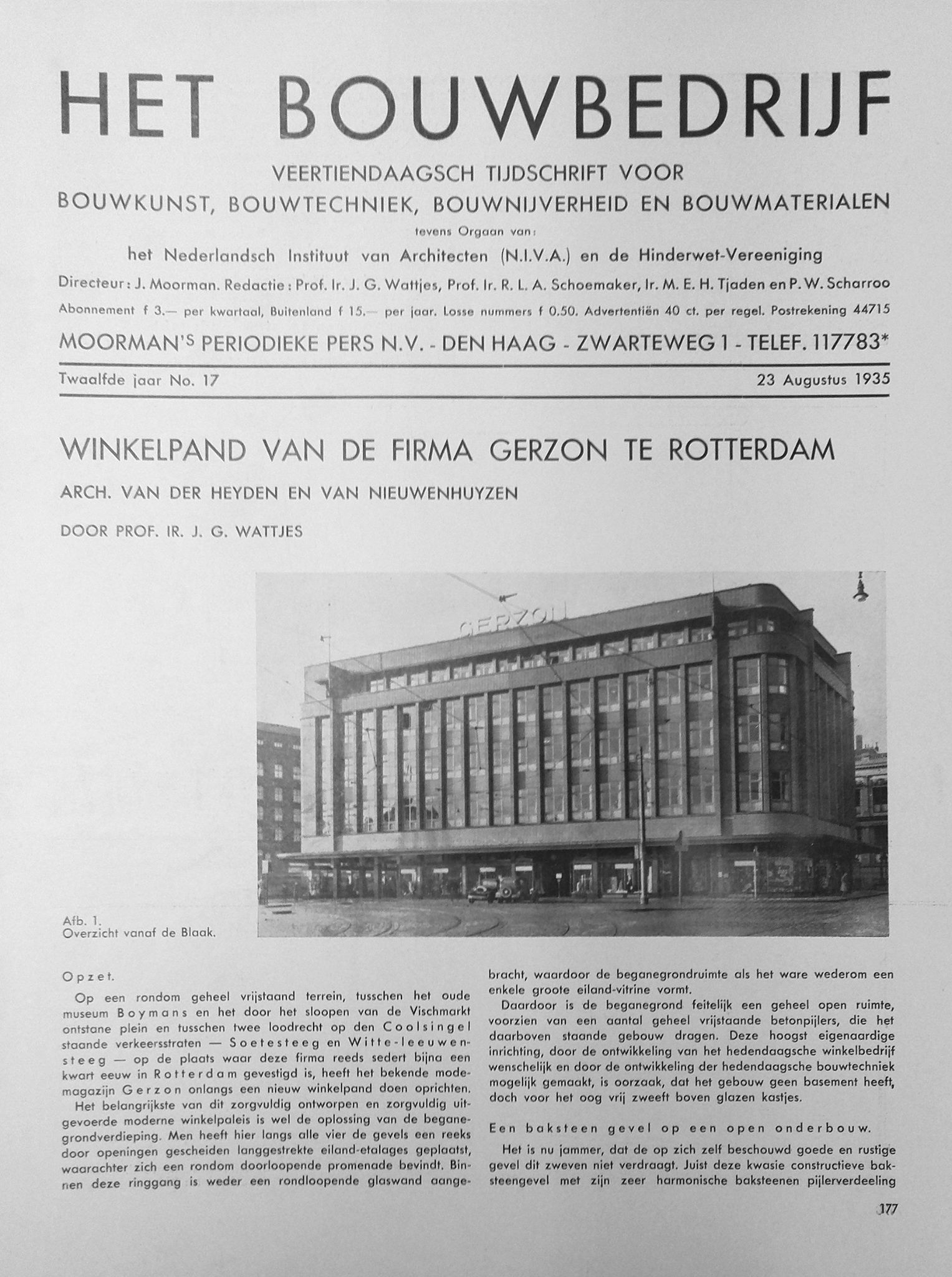
Recensie in architectentijdschrift door prof. ir. J. G. Wattjes (1)
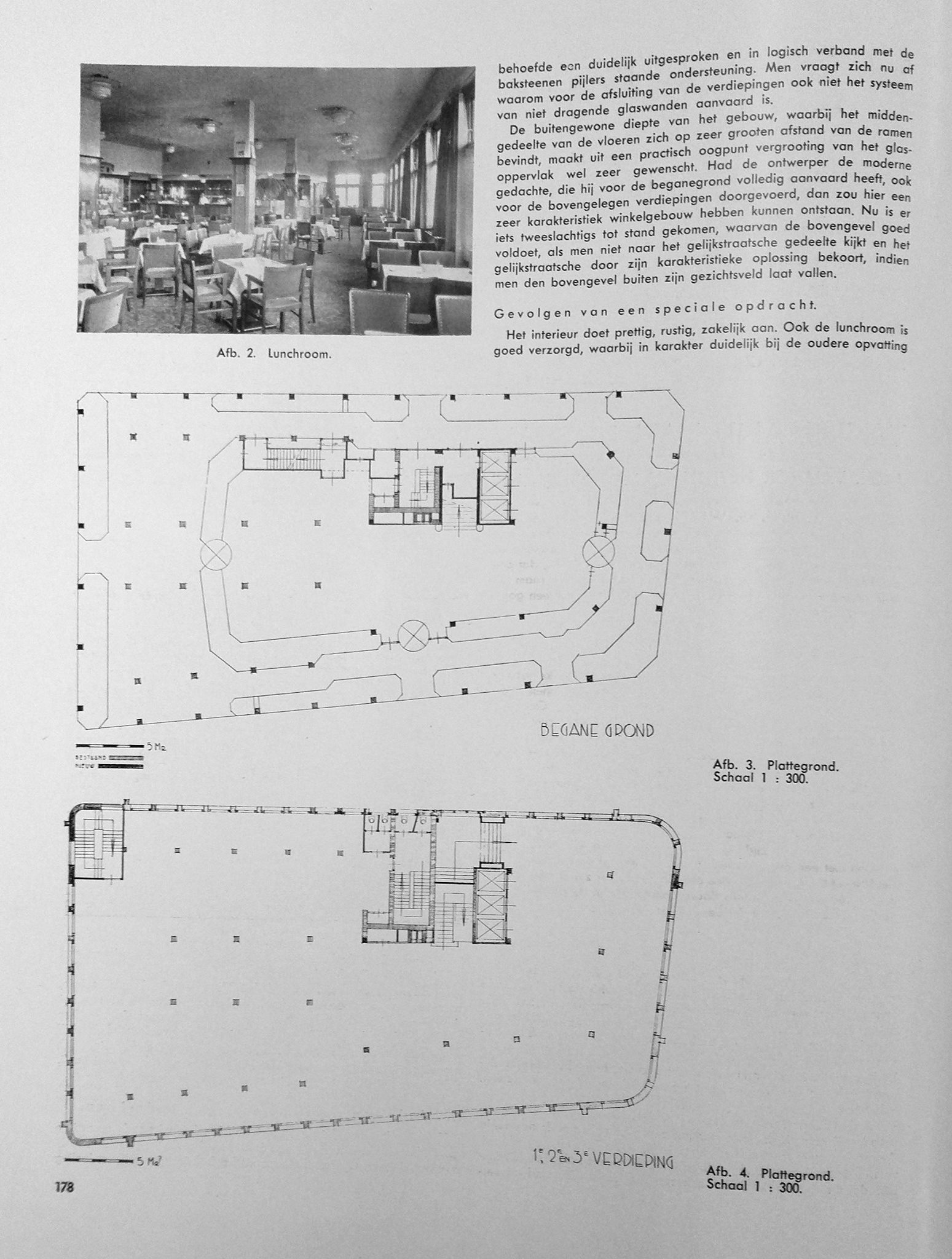
Recensie in architectentijdschrift door prof. ir. J. G. Wattjes (2)
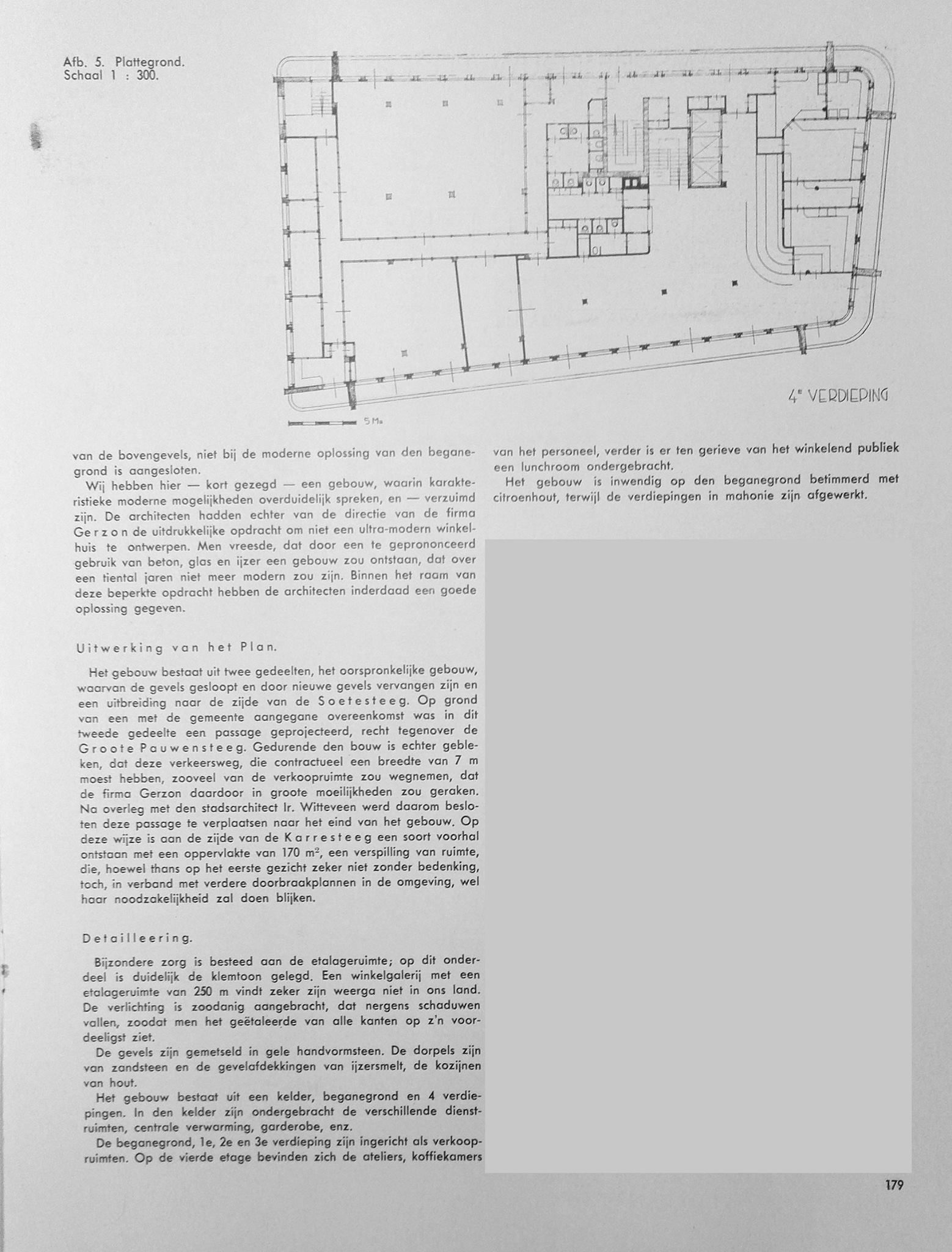
Recensie in architectentijdschrift door prof. ir. J. G. Wattjes (3)